# 香港社區盃
香港社區盃（Hong Kong Community Cup）是由香港足球總會主辦的足球賽事，於2014年正式開始舉辦，並於2019年因社會運動及新冠疫情影響而停辦，成為香港足球史上的一項重要但短暫的賽事。
賽事由香港賽馬會冠名贊助，採用單場淘汰制，參賽隊伍為2隊。賽事初期（2014-2017年）由應屆香港頂級聯賽冠軍（現為香港超級聯賽）對陣應屆季後附加賽冠軍。2018年起，隨著港超聯季後附加賽取消，參賽席位改由足總盃冠軍出戰。若有球隊同時奪得港超聯和足總盃冠軍（即「雙冠王」），則會由足總盃亞軍代替出戰。
賽事具有慈善性質，所有獎金均由兩隊瓜分後捐贈予球隊指定的慈善機構。比賽場地固定在旺角大球場舉行，6年間共舉辦了5屆賽事（2019年因社會運動取消），總計吸引了19,219名觀眾入場觀賽，場均觀眾約3,844人。

## 歷年冠軍
|           | 賽事於常規 90 分鐘後賽和，需要以互射十二碼決勝（不設加時賽） |
| 斜體 (CR) | 以盃賽亞軍參加（對手為「雙冠王」）                           |

### 社區盃時期
| 年度 | 聯賽冠軍 | 比數 | 附加賽冠軍    | 場地       | 入場人次 | 參考                           |
| ---- | -------- | ---- | ------------- | ---------- | -------- | ------------------------------ |
| 2014 | 傑志     | 0–2  | 南華          | 旺角大球場 | 4,008    | [ 1 ]                          |
| 2015 | 傑志     | 0–2  | 南華          | 旺角大球場 | 4,226    | [ 2 ]                          |
| 2016 | 東方龍獅 | 3–1  | 傑志          | 旺角大球場 | 4,425    | [ 3 ]                          |
| 2017 | 傑志     | 2–1  | 東方龍獅      | 旺角大球場 | 3,486    | [ 4 ]                          |
|      |          |      |               |            |          |                                |
| 年度 | 聯賽冠軍 | 比數 | 足總盃冠軍    | 場地       | 入場人次 | 參考                           |
| 2018 | 傑志     | 1–0  | 和富大埔 (CR) | 旺角大球場 | 3,074    | [ 5 ]                          |
| 2019 | 和富大埔 | 取消 | 傑志          | 旺角大球場 |          | 受社會運動及新冠肺炎影響下取消 |
| 2020 | 傑志     | 停辦 | 東方龍獅      |            |          | 受新冠肺炎影響下取消           |

## 球會成績
| 球隊 | 冠軍次數 | 亞軍次數 | 冠軍年份   | 亞軍年份         |
| ---- | -------- | -------- | ---------- | ---------------- |
| 傑志 | 2        | 3        | 2017, 2018 | 2014, 2015, 2016 |
| 南華 | 2        | 0        | 2014, 2015 |                  |
| 東方 | 1        | 1        | 2016       | 2017             |
| 大埔 | 0        | 1        |            | 2018             |

## 資料來源
1. ↑  . 香港足球總會.   [2014年8月31日]. （原始内容存档于2021年1月20日）. （页面存档备份，存于）
2. ↑  . 香港足球總會.   [2015年9月20日]. （原始内容存档于2021年1月20日）. （页面存档备份，存于）
3. ↑  . 香港足球總會.   [2016年9月16日]. （原始内容存档于2021年4月20日）. （页面存档备份，存于）
4. ↑  . 香港足球總會.   [2017年9月23日]. （原始内容存档于2021年1月20日）. （页面存档备份，存于）
5. ↑  . 香港足球總會.   [2018年9月29日]. （原始内容存档于2021年1月20日）. （页面存档备份，存于）

## 外部連結
- 慈善盾介紹 （页面存档备份，存于）